# Acosada (pel·lícula de 1964)
Acosada és una pel·lícula coproduïda per l'Argentina i Veneçuela, dirigida per Alberto Dubois i protagonitzada per Libertad Leblanc. La cinta és un drama eròtic-policial en blanc i negre i va ser estrenada en Buenos Aires el 10 de setembre de 1964. Va ser produïda i distribuïda per Gloria Films.
És de fer notar que, posteriorment, la distribuïdora Cambist Films va comprar els drets de la cinta per a la seva exhibició als Estats Units, la va doblegar a l'idioma anglès i la pel·lícula va ser estrenada en aquest país l'1 de juny de 1966 a Champaign, Illinois, sota el títol de "The Pink Pussy: Where Sin Lives".
Actualment, aquesta pel·lícula és considerada com el film de major difusió internacional de l'anomenada "deessa blanca".

## Sinopsi
Estant en Nova York, una rossa i bella ballarina argentina de dansa exòtica, Mara Luján (Libertad Leblanc), aconsegueix un contracte per a exercir-se en un club nocturn de Caracas, Veneçuela, anomenat "The Pink Pussy".
En arribar a l'hotel a Caracas, descobreix que ningú ha fet reserves per a ella. Mara es dirigeix al club nocturn The Pink Pussy, però el gerent l'informa que ningú a Nova York estava autoritzat per a fer contractes. Confosa i angoixada, torna al seu hotel i descobreix que la seva habitació ha estat saquejada. S'han emportat pertinences valuoses i els seus documents personals. L'amo de l'hotel accedeix a donar-li allotjament a canvi d'una costosa polsera que ella li lliura. De sobte es troba encallada en una ciutat estranya, sola, sense diners i sense treball. Comença a buscar ocupació, però només obté respostes negatives.
Tornant un dia a l'hotel, dos homes la fiquen dins d'un acte, la porten fins a un lloc solitari i la violen. Llavors apareix un home anomenat Alex (Francisco Ferrari), qui la reconforta i la porta de tornada al seu hotel. De poc, Alex es va guanyant la confiança de Mara, i li aconsegueix un contracte en The Pink Pussy.
El que Mara no sap és que Alex és el magnat del vici a Caracas, i responsable de tot el que li ha estat ocorrent. Alex utilitza aquest estratagema per atreure a noies indefenses de tot arreu del globus, per a després convertir-les en esclaves sexuals, per a tota classe de perversions. The Pink Pussy és l'aparador que Alex utilitza per a mostrar les "mercaderies" als potencials clients.
A The Pink Pussy, Mara coneix a Ernesto (Néstor Zavarce), qui s'exerceix en el club com a animador. Ell la porta a conèixer la ciutat, i s'enamoren. Quan Alex s'assabenta de la relació entre Ernesto i Mara, treu foc pels queixals i acomiada a Ernesto. Aquest, creient que Mara ha tingut alguna cosa a veure en això, l'acusa amargament d'haver-se convertit en la nova "noia" d'Alex.
Entretant, Elvira (Eva Moreno), la "noia" d'Alex, una dona destruïda pel consum de droga, se sent gelosa de l'atenció que Alex dispensa a Mara. Elvira es posa en contacte amb Mara i li revela qui és en veritat Alex, i l'informa que totes les seves pertinences es troben en poder d'Alex. Mara decideix comprovar tot per si mateixa, i idea un estratagema per a arribar fins al cau d'Alex. Però Alex i els seus sequaços l'atrapen. En saber que és Elvira qui l'ha delatat, Alex la mana a matar, però un dels homes la deixa escapar.
Ernesto, que ha estat seguint els passos de Mara, s'adona que ella es troba en perill i acudirà en el seu rescat.

## Repartiment
- Libertad Leblanc... Mara Luján
- Néstor Zavarce (†) ... Ernesto Miranda
- Eva Moreno (†) ... Elvira
- Francisco Ferrari (†) ... Alex Del Villar
- José Jordá
- Adolfo Martínez Alcalá (†)
- Alberto Álvarez (†)
- Carmen Julia Álvarez
- Marina Baura
- Ada Riera
- Adelaida Torrente (†)
- Napoleón Deffit (†)
- Teresa Marti (†)
- Gilberto Pinto (†)
- Heriberto Escalona
- Dante Carle (†)
- June Roberts
- Hugo Montes
- Vicente Quintian
- Jose Vasquez
- Manuel Calzada
- Paco de la Riera (†)
- Manuel Torres
- Tucusito
- Brigitte